# هرمز شهدادی
هرمز شهدادی (۱۳۲۸، نائین) نویسندهٔ دهه‌های ۱۳۴۰ و ۱۳۵۰ ادبیات فارسی است که بیش‌تر شهرتش را مدیون رمان شب هول است.

## زندگی
هرمز شهدادی متولد ۱۳۲۸ در شهر نائین است. وی که فارغ‌التحصیل رشته علوم سیاسی از دانشگاه تهران است، اواخر دهه ۵۰ به آمریکا مهاجرت کرد و تا درجه دکتری به تحصیلات خود ادامه داد و پس از آن مشغول به تدریس در دانشگاه UMASS Boston شد. وی کارش را با شعر، نقد ادبی و ترجمه شروع کرد و در سال ۱۳۵۵ مجموعه داستان یک قصهٔ قدیمی را منتشر ساخت. او از لحاظ گرایش‌های فکری و زیبایی‌شناختی، پیوندی نزدیک با نویسندگان جنگ اصفهان دارد ولی هیچ‌وقت آثارش در این مجله چاپ نشد. عمده شهرت او به خاطر نگارش رمان «شب هول» بوده که همواره جزو مهم‌ترین رمان‌های معاصر به‌شمار می‌رود. در رمان «شب هول» که سال ۵۷ روانه بازار شد انگار ما با نویسنده‌ای دیگر مواجه می‌شویم. فرم روایت و مضمون در این رمان به خودی خود گستره‌ای از زندگی تاریخی مردمان این سرزمین را روایت می‌کند، روایتی در بازه زمانی محدود (کمتر از یک شبانه روز) که در کلیت به تاریخ معاصر نقب می‌زند تا راوی چگونگی به وجود آمدن این شب و روزگار هول‌آمیز معاصر باشد، روایت جد پدری، پدر و راوی رمان در روزهای قبل از انقلاب ۱۳۵۷.

## آثار
داستانی
- یک قصهٔ قدیمی: ۸ داستان، تهران: انتشارات امیرکبیر، ۱۳۵۵ (داستان کوتاه)
- شب هول، تهران: کتاب زمان، ۱۳۵۷ (رمان)[۴]

نقد (مقاله)
- «صومعهٔ پارم». نشریهٔ کتاب امروز. دورهٔ اول (دفتر دوم: هگل، حمید عنایت و سایر قضایا). ۱۳۵۰.[۵]
- «گلشیری». نشریه کتاب امروز. دورهٔ اول (دفتر سوم: کریم کشاورز؛ مترجم، نویسنده، انسان). ۱۳۵۱.[۶]
- «شاهد عهد شباب: نقدی بر «از آن سوی دیوار»». نشریه کتاب امروز. دورهٔ اول (دفتر چهارم: شاهرخ مسکوب و افسانهٔ سیاوش). ۱۳۵۱.[۷]
- «نویسندهٔ منتشر». نشریهٔ کتاب امروز. دورهٔ اول (دفتر ششم: مجتبی مینوی؛ پژوهشگر ستیهنده). ۱۳۵۲.[۸]
- «خداحافظ رومن گاری: نقدی بر کتاب‌های «خداحافظ گاری کوپر» و «پرندگان می‌روند و در پرو می‌میرند»». نشریهٔ کتاب امروز. دورهٔ دوم (دفتر اول: دکتر محمود بهزاد و زیست‌شناسی امروز). ۱۳۵۳.[۹]
- . (گردآورنده:) کریم امامی. «بانگ شیپور سنیور سیلونه: نقدی بر چهار کتاب ترجمه‌شده از اینیاتسیو سیلونه: فونتامارا، یک مشت تمشک، نان و شراب، ماجرای یک مسیحی فقیر». نشریهٔ کتاب امروز. دورهٔ دوم (دفتر دوم: فؤاد روحانی؛ مورخ و مترجم). ۱۳۵۳.[۱۰]

### یک قصهٔ قدیمی
در داستان‌های این کتاب، سهم عشق و فجایعی که ریشه در مرموزات دارند بیش از مسائل دیگر است. شهدادی در تک‌گویی‌هایش می‌کوشد از طریق کاوش درون آدم‌های غیرعادی، گریزی به عرفان بزند. در «پلنگ» و «خسوف» بیماری آدم‌های هوایی در شب‌هایی که ماه بدر کامل است عود می‌کند. آنان در حالت صرع و جنون احساس بی‌خویشی می‌کنند و دست به جنایت می‌زنند. در «اعتراف» و «به خدا، آدم دلش می‌گیرد» دوگانگی درونی آدم‌هایی که تصور می‌کنند به سوی معنویت می‌روند اما روانهٔ وادی بهیمیت‌اند، آشکارتر نموده می‌شود. در «اعتراف» طلبه‌ای برای استاد خود شرح می‌دهد که چگونه در جذبه‌ای جادویی و به شوق تعالی، مردی را کشته‌است؛ مردی که در واقع بخش نیک طبیعت خود او بوده و راوی با کشتن او، نیکی‌های خود را نابود کرده‌است. در «بی‌خدا،...» مردی زن بی‌نماز خود را می‌کشد اما سرگردان می‌شود.
در فضایی سوررئالیستی، آدم‌هایی گرفتار وسوسه‌های عجیب روحی، به قصد تقرب، دیگری را می‌کشندو مثله می‌کنند، اما عاقبت درمی‌یابند که در وجود آن دیگری، خود را کشته‌اند، پس خود، «دیگری» می‌شوند.

### شب هول
مهم‌ترین اثر هرمز شهدادی شب هول است. این رمان برای اولین و آخرین بار در بهار ۱۳۵۷ در ایران چاپ شد. این رمان یادآور وقایع تاریخی و اجتماعی ایران است که راوی در فاصله یک شب تا صبح آن را بازگو می‌کند و با قراردادن بخشی از تاریخ روشنفکری ایران بر زمینه‌ای داستانی، به ارزیابی نقش روشنفکران در دوره‌های مختلف تاریخ معاصر پرداخت. بنا به برخی منابع، ابوالحسن نجفی، یکی از قهرمان‌های داستان شب هول است.

## پی‌نوشت
1. 1 2  «از تبار سالینجرها هرمز شهدادی چرا ناگهان ننوشت؟ | روزنامه اصفهان زیبا». www.isfahanziba.ir. دریافت‌شده در ۲۰۲۰-۰۹-۱۸.[پیوند مرده]
2. ↑  میرعابدینی، صد سال داستان‌نویسی ایران.
3. ↑  میرعابدینی، صد سال داستان‌نویسی ایران.
4. 1 2  رضا نوری (۱۹ شهریور ۱۳۹۹). «رمان‌های فراموش ناشده؛ شب هول: 'من که قهرمان نیستم'». BBC News فارسی. دریافت‌شده در ۲۰۲۰-۰۹-۱۰.
5. ↑  شهدادی، «چشمهٔ جوشان ابهام»، کتاب امروز.
6. ↑  شهدادی، «آیینه‌های معرق گلشیری»، کتاب امروز.
7. ↑  شهدادی، «شاهد عهد شباب»، کتاب امروز.
8. ↑  شهدادی، «نویسندهٔ منتشر»، کتاب امروز.
9. ↑  شهدادی، «خداحافظ رومن گاری»، کتاب امروز.
10. ↑  شهدادی، «بانگ شیپور سنیور سیلونه»، کتاب امروز.
11. ↑  میرعابدینی، صد سال داستان‌نویسی ایران.
12. ↑  "کتاب نوشت: شب هول - هرمز شهدادی" (به انگلیسی). Retrieved 2020-09-10.
13. ↑  میرعابدینی، صد سال داستان‌نویسی ایران.
14. ↑  جشن‌نامه ابوالحسن نجفی، مصاحبه‌ها